# Catapulta
Una catapulta és un instrument militar utilitzat en l'antiguitat per al llançament a distància de grans objectes; pot llançar tota mena de projectils com pedres o objectes incendiaris, entre d'altres. La catapulta va ser creada per a fer caure muralles enemigues i prendre per assalt el lloc.
Va ser inventada probablement pels grecs i els cartaginesos i els romans la van millorar; va ser molt utilitzada a l'edat mitjana. Les primeres catapultes van ser en forma d'una enorme fona planejada; durant el regnat d'Alexandre el Gran, els seus enginyers van desenvolupar armes amb capacitat poder fer caure les muralles de l'Imperi Persa. Els grecs tenien una fona grossa que llançava enormes sagetes per mitjà de cordes elàstiques. Més tard, aquest model va ser remodelat per poder llançar pedres amb l'energia de cordes elàstiques més l'energia d'altres cordes en tensió.
Les primeres catapultes eren grosses. Construïr-les era una obra lenta i costosa i manejar-les al camp de batalla era complicat. Això va obligar els creadors i enginyers a millorar-ne la forma, pes, mida, disseny i mobilitat, ja que eren armes necessàries en els grans combats. A poc a poc es va desenvolupar una de més lleugera, més fàcil de manejar i traslladar als camps de batalla.
Els models més grossos estaven muntats sobre plataformes de fusta; el gallet o impulsor d'aquesta mena de ballesta es tensava mitjançant cordes i se subjectava amb un ganxo. Un altre tipus de catapulta aplicava el principi de torsió per llançar pedres o objectes pesats sobre muralles i fosses; això es feia amb unes cordes enrotllades amb torns que llançava cap enrere el mecanisme impulsor. També hi havia catapultes més petites i portàtils.
Al contrari del que mostren algunes pel·lícules, el lloc on se situava el projectil normalment no tenia forma de cullera, sinó que estava format per cordes unides formant una fona. Els plans que mostren un llançador en forma de cullera estaven segurament falsejats per confondre l'enemic.

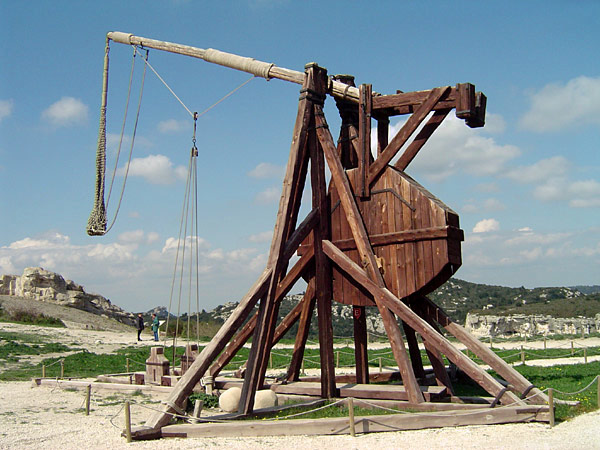
Trabuquet.

La catapulta més eficaç era el trabuquet, que funcionava amb la força de la gravetat. Un contrapès s'hissava amb unes cordes, i una vegada situat el projectil, es deixaven anar les cordes i el contrapès, més pesat que el projectil, el llançava.

## Altres usos
També es denomina catapulta a l'instrument inventat pels japonesos que facilita l'enlairament dels avions des d'un portaavions. En aquest sistema, una guia en la pista conté un pistó que s'enganxa al tren d'aterratge davanter de l'avió. El pistó queda retingut per una assegurança mentre s'acumula vapor a pressió molt alta. En el moment del llançament, l'assegurança es deixa anar, impulsant l'avió a velocitat d'enlairament en uns pocs segons.
Actualment s'estudia utilitzar l'electromagnetisme per impulsar la catapulta, ja que la progressiva introducció de turbines de gas a les naus modernes dificulta el que es disposi de prou vapor a pressió i de manera constant.

## Catapultes gregues i romanes

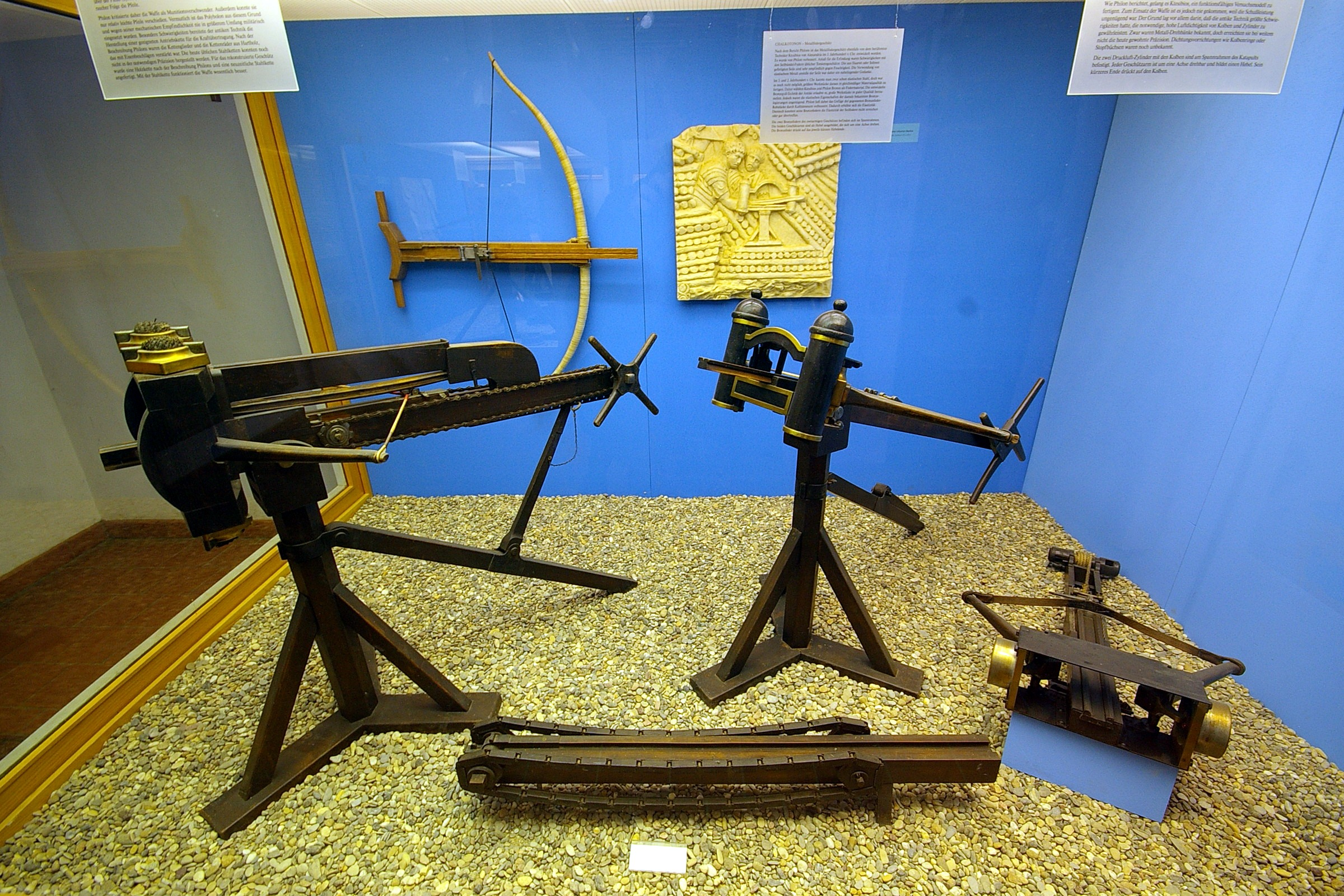
Artilleria mecànica antiga: Catapultes (dempeus), l'accionament per cadena de Polybolos (a baix al centre), Gastrafetes (a la paret).

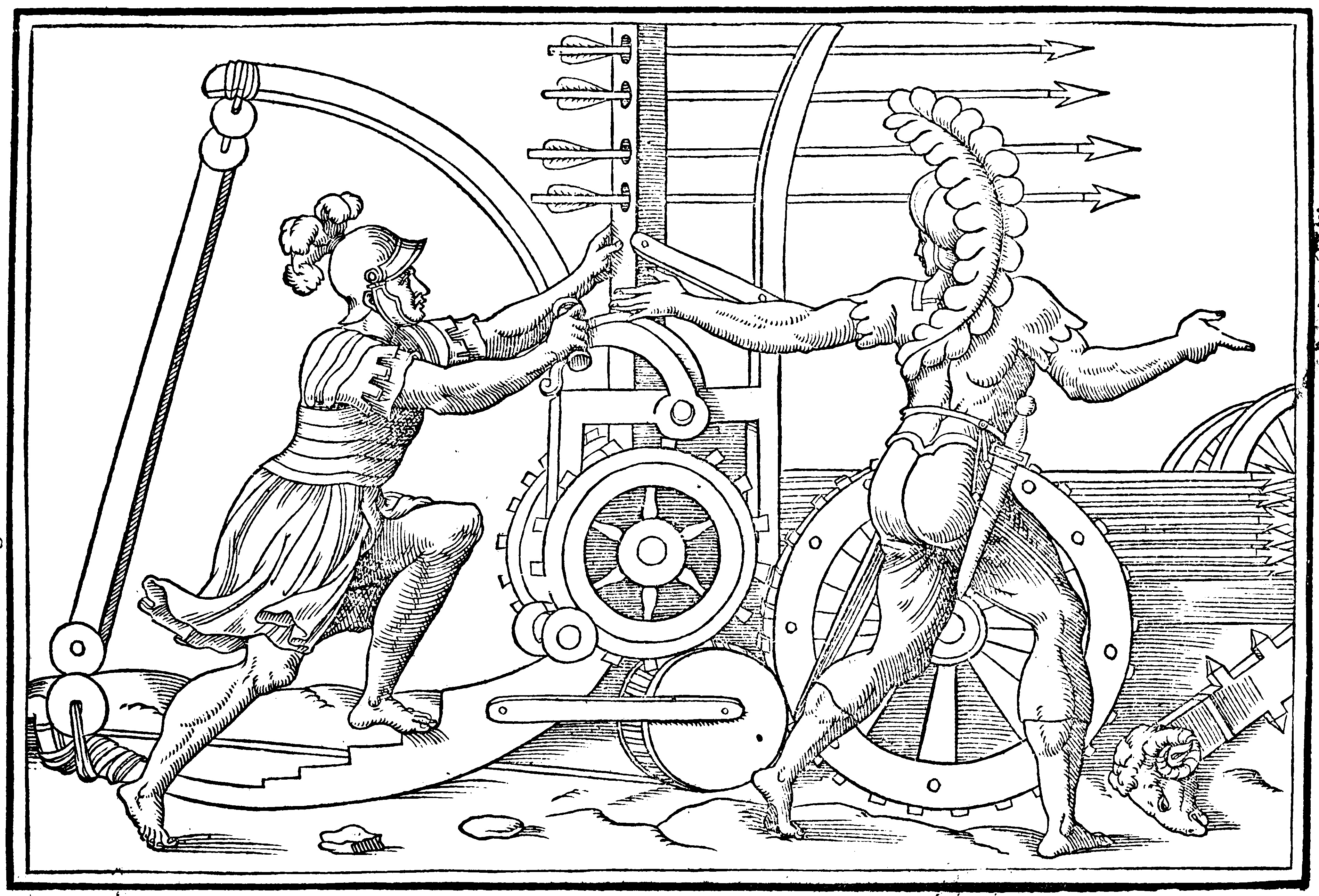
Gravat que il·lustra el disseny d'una catapulta romana, 1581-

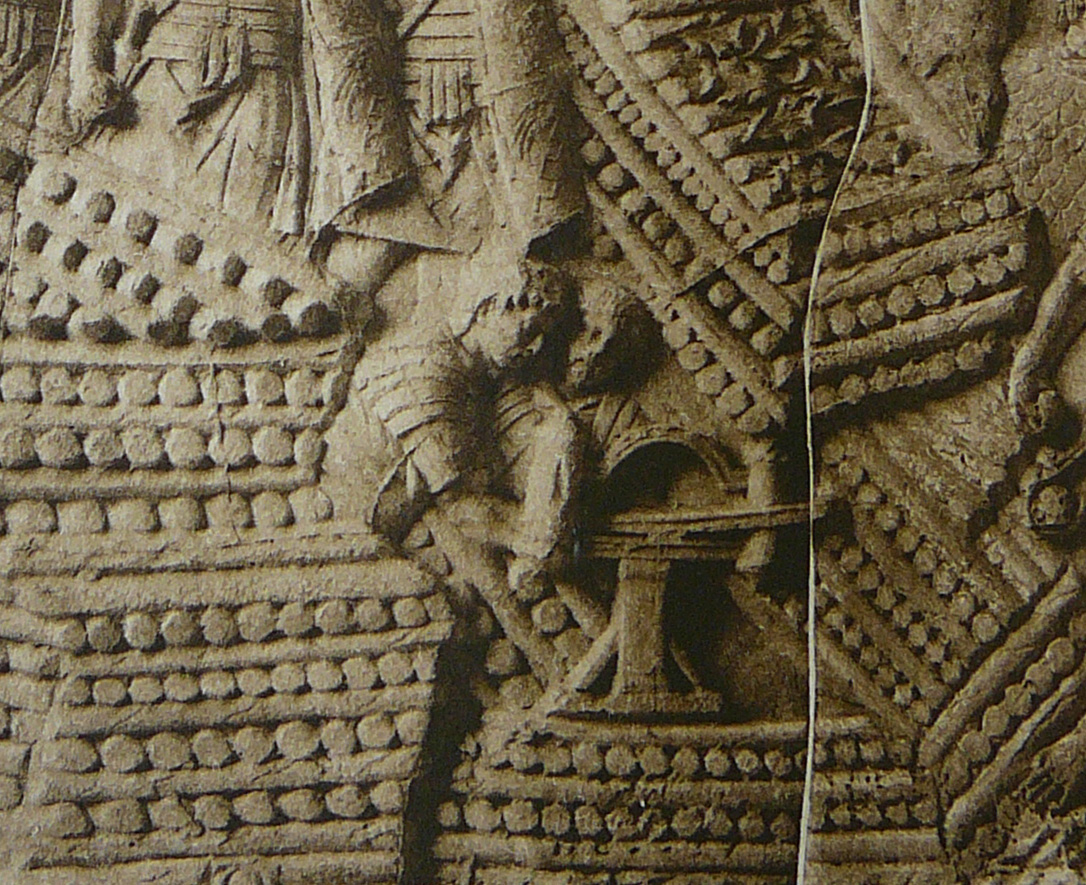
El "niu de catapultes" romà en les Guerres dàcies de Trajà.

La catapulta i la ballesta a Grècia estan estretament relacionades. Les catapultes primitives eren essencialment «el producte d'intents relativament senzills d'augmentar l'abast i el poder de penetració dels projectils reforçant l'arc que els impulsava». L'historiador Diodor Sícul (fl. segle I aC), va descriure la invenció d'una catapulta mecànica que disparava sagetes (katapeltikon) per un grup de treball grec l'any 399 aC. L'arma es va emprar poc després contra Mòtia (397 aC), una fortalesa clau de Cartago a Sicília. Se suposa que Diodor va extreure la descripció de la molt valorada història de Filist, contemporani dels esdeveniments de llavors. La introducció de les ballestes, no obstant això, pot datar-se més enrere: segons l'inventor Heró d'Alexandria (fl. segle I dC), que es va remetre a les obres, avui perdudes, de l'enginyer del segle iii aC Ctesibi, aquesta arma es va inspirar en una ballesta anterior que se sostenia amb el peu, anomenada gastrafetes, que podia emmagatzemar més energia que els arcs grecs. Una descripció detallada del gastrafetes, o el «arc de ventre», juntament amb un dibuix en aquarel·la, es troba en el tractat tècnic d'Heró Belopoeica.
Un tercer autor grec, Bitó (fl. segle II aC), la fiabilitat del qual ha estat revaluada positivament pels estudis recents, va descriure dues formes avançades dels gastrafetes, que atribueix a Zopiro, un enginyer de sud d'Itàlia. Zopiro ha estat equiparat plausiblement amb un Pitagòric d'aquest nom que sembla haver florit a finals del segle V aC. Probablement va dissenyar les seves màquines d'arc amb motiu dels setges de Cumes i Milet entre el 421 aC i el 401 aC. Els arcs d'aquestes màquines ja comptaven amb un sistema de reculada amb cabrestant i, pel que sembla, podien llançar dos projectils alhora.
Filó de Bizanci proporciona probablement el relat més detallat sobre l'establiment d'una teoria de la belopoètica (belos = "projectil"; poietike = "(art) de fer") cap a l'any 200 abans de Crist. El principi central d'aquesta teoria era que "totes les parts d'una catapulta, inclòs el pes o la longitud del projectil, eren proporcionals a la grandària dels molls de torsió". Aquest tipus d'innovació és indicatiu del ritme creixent amb el qual la geometria i la física s'assimilaven a les empreses militars.
A partir de mitjan del segle iv aC, les evidències de l'ús grec de màquines llançadores de fletxes es fan més denses i variades: les màquines llançadores de fletxes (katapaltai) són esmentades breument per Enees Tàctic en el seu tractat sobre l'art d'assetjar escrit cap al 350 aC. Una inscripció existent de l'arsenal d'Atenes, datada entre el 338 i el 326 aC, enumera una sèrie de catapultes emmagatzemades amb perns de tret de grandària variable i molles de tendons. L'última entrada és particularment digna d'esment, ja que constitueix la primera evidència clara del canvi a les catapultes de torsió, que són més potents que les ballestes més flexibles i que van arribar a dominar el disseny de l'artilleria grega i de la romana a partir de llavors. Aquest pas als ressorts de torsió va ser probablement estimulat pels enginyers de Filip II de Macedònia. Un altre inventari atenès del 330 al 329 aC inclou perns de catapulta amb caps i vols. A mesura que l'ús de les catapultes es va fer més comú, també ho va fer l'entrenament requerit per operar-les. Molts nens grecs van ser instruïts en l'ús de les catapultes, com ho demostra "una inscripció del segle iii aC de la illa de Ceos a les Cíclades [que regula] les competicions de tir amb catapulta per als joves". S'informa de màquines de tret de fletxes en acció de Filip II en el setge de Perint (Tràcia) en 340 aC. Al mateix temps, les fortificacions gregues van començar a presentar altes torres amb finestres enreixades a la part superior, que podrien haver estat utilitzades per albergar tiradors de fletxes antipersonals, com a Egòstena. Els projectils incloïen tant fletxes com (més tard) pedres que de vegades s'encenien. Onòmarc de Fòcida va utilitzar per primera vegada catapultes en el camp de batalla contra Filip II de Macedònia. El fill de Filip, Alexandre el Gran, va ser el següent comandant de la història documentada que va fer ús de les catapultes en el camp de batalla, així com que les va utilitzar durant els setges.
Els romans van començar a utilitzar les catapultes com a armes per a les seves guerres contra Siracusa, Macedó, Esparta i Etòlia (segles III i II aC). La màquina romana coneguda com arcuballesta era similar a una gran ballesta. Més tard, els romans van utilitzar catapultes ballesta en els seus vaixells de guerra.

## Catapultes medievals

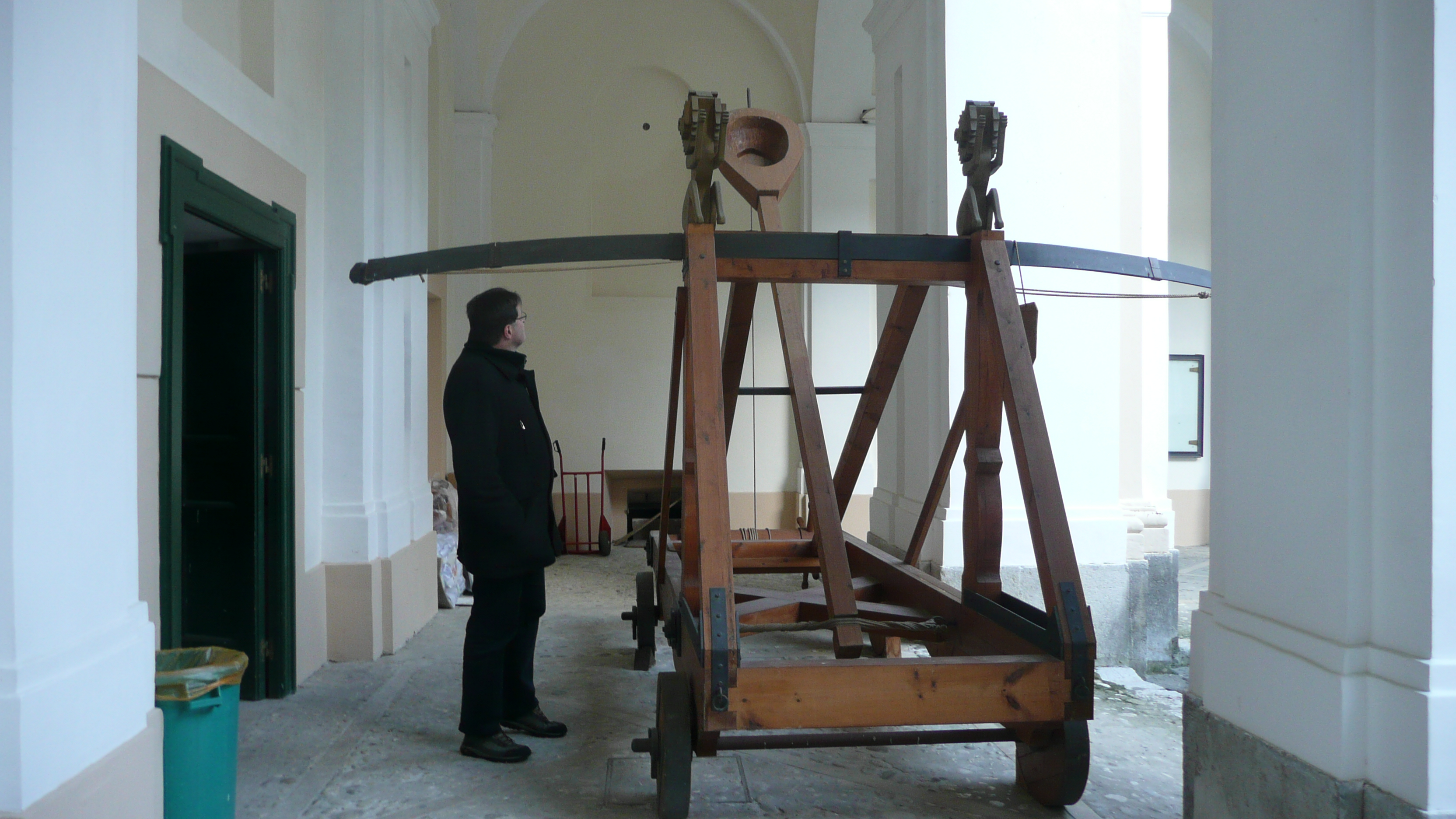
Catapulta de Petraria Arcatinus a Mercato San Severino, Itàlia

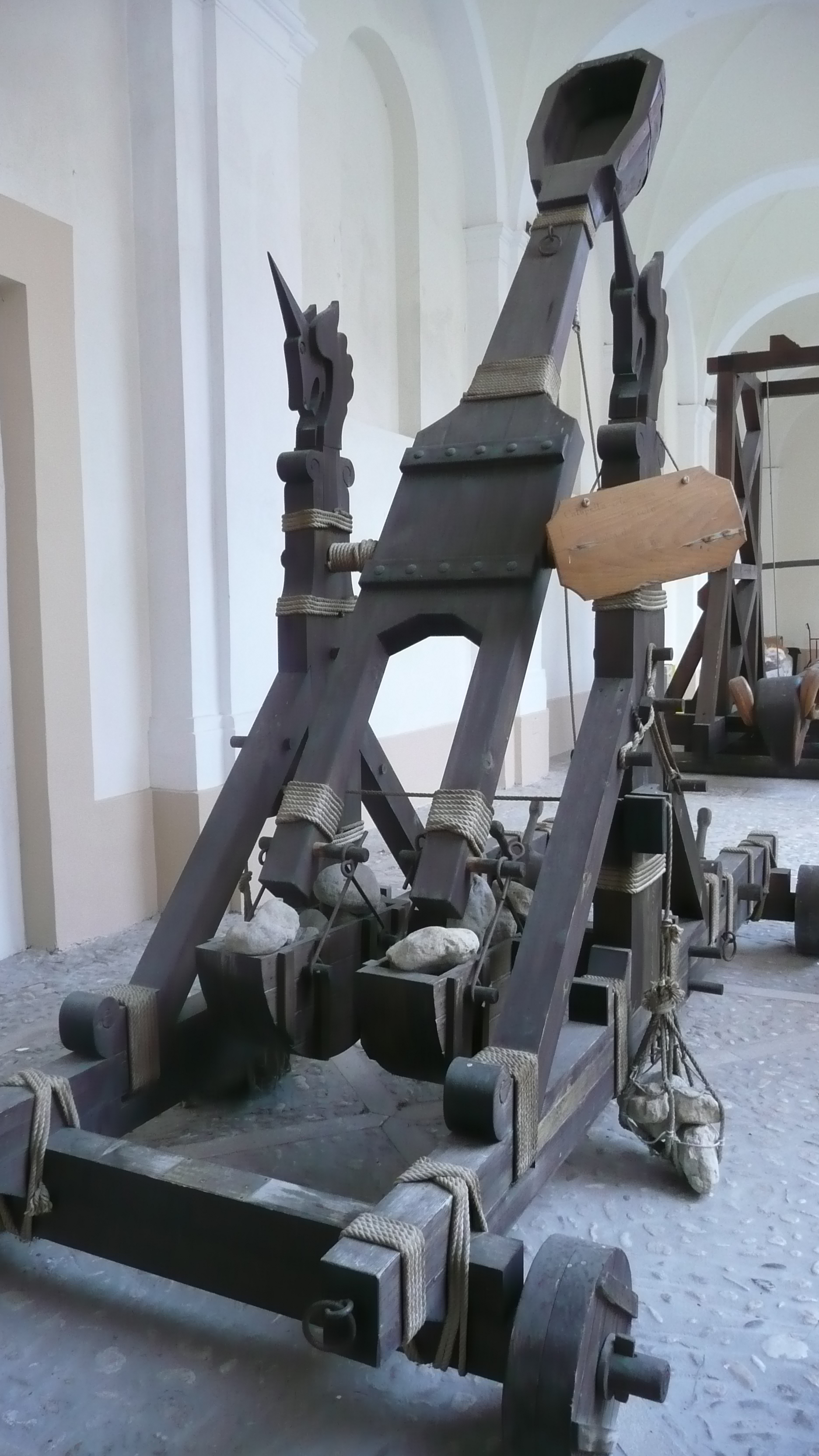
Catapulta a Mercato San Severino

Els castells i les ciutats emmurallades fortificades eren comunes durant aquest període i les catapultes s'utilitzaven com a arma de setge contra ells. A més del seu ús en els intents d'obrir una bretxa a les muralles, es podien catapultar per sobre míssils incendiaris, o cadàvers malalts o escombraries.
Les tècniques defensives de l'Edat Mitjana van progressar fins al punt de fer que les catapultes fossin en gran manera ineficaces. El setge víking de París (885-6 dC) "va veure l'ocupació per ambdues parts de pràcticament tots els instruments de setge coneguts al món clàssic, incloent una varietat de catapultes", amb poc efecte, resultant en el fracàs.
Les catapultes més utilitzades al llarg de l'Edat Mitjana van ser les següents:
BallestaLes ballestes eren similars a les ballestes gegantes i eren dissenyades per funcionar per torsió. Els projectils eren grans sagetes o dards de fusta amb punta de ferro. Aquestes sagetes es disparaven «al llarg d'una trajectòria plana» cap a un objectiu. Les ballestes eren precises, però mancaven de la potència de foc d'un manganell o un trabuquet. Solia ser un equip fixe i immoble i la majoria de les ballestes es construïen in situ després d'una avaluació del setge per part de l'oficial militar al comandament.

Espingarda de torsióEl disseny de l'espingarda de torsió s'assembla al de la balista, sent una ballesta accionada per tensió. L'armadura de la ballesta era més compacte i així podien servir en espais més reduïts, com l'interior d'un castell o una torre, però això en minvava la potència.

ManganellAquesta màquina estava dissenyada per llançar pesats projectils des d'una "galleda en forma de bol en l'extrem del seu braç". Els manganells s'utilitzaven principalment per "disparar diversos míssils contra fortaleses, castells i ciutats", amb un abast de fins a 1300 peus. Aquests projectils incloïen des de pedres fins a excrements o cadàvers en descomposició. Els manganells eren relativament senzills de construir, i amb el temps se'ls van afegir rodes per augmentar la mobilitat.

OnagreLes catapultes onagre llançaven inicialment projectils des d'una fona, que més tard es va canviar per una "galleda en forma de bol". La paraula Onager deriva de la paraula grega onagros que significa "ase salvatge", referint-se al "moviment i força de pateig" que es van recrear en el disseny del Manganell. Els registres històrics sobre els onagres són escassos. El relat més detallat de l'ús del manganell procedeix de la traducció d'Eric Marsden d'un text escrit per Ammianus Marcellius al segle iv que en descriu la manere de construir-lo i utilitzar-lo en combat.

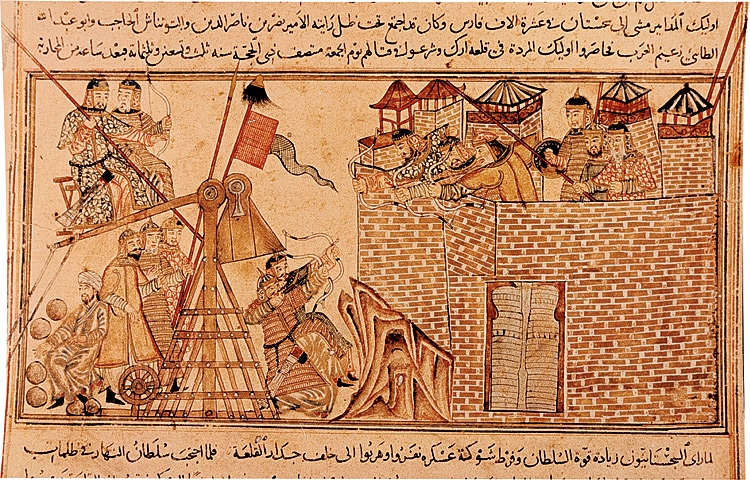
Guerrers mongols usant un trabuquet per assetjar una ciutat

Trabuquet Els trabuquets eren probablement la catapulta més potent utilitzada a l'Edat Mitjana. La munició més utilitzada eren les pedres, però es podien substituir per "dards i pals de fusta afilats" si era necessari. No obstant això, el tipus de munició més eficaç era el foc, com "les barres de foc i el mortífer foc grec". Els trabuquets tenien dos dissenys diferents: De tracció, que eren impulsats per persones, o de contrapès, en els quals les persones eren substituïdes per "un pes en l'extrem curt". El relat històric més famós sobre l'ús de trabuquets es remunta al setge del Castell d'Stirling en 1304, quan l'exèrcit d'Eduard I va construir un trabuquet gegant conegut com a Warwolf, que després va procedir a "arrasar una secció de la muralla [del castell], concloent amb èxit el setge".

Couillard: Un trabuquet simplificat, en el qual l'únic contrapès del trabuquet està dividit, oscil·lant a banda i banda d'un pal central de suport.

Catapulta de Leonardo da VinciLeonardo da Vinci va tractar de millorar l'eficàcia i l'abast dels dissenys anteriors. El seu disseny va incorporar una gran ballesta de fusta com un acumulador per impulsar la catapulta. Tots dos extrems de l'arc estan connectats per una corda, similar al disseny d'un arc i fletxa. La ballesta no s'utilitzava per tirar de l'armadura de la catapulta directament, sinó que la corda s'enrotllava al voltant d'un tambor. L'armadura de la catapulta estava unida a aquest tambor, que es feia girar fins que s'emmagatzemava suficient energia potencial en la deformació del moll. Llavors, el tambor es desenganxava del mecanisme d'enrotllament, i el braç de la catapulta girava de cop. Encara que no hi ha constància que aquest disseny es construís en vida de Leonardo, els entusiastes contemporanis l'han reconstruït.